# Tyra Banks
Tyra Lynne Banks (Los Angeles, 4 december 1973) is een Amerikaans supermodel, presentatrice en zakenvrouw. Ze is samen met onder anderen Naomi Campbell een van de weinige supermodellen van Afrikaanse afkomst.

## Biografie
Banks werd geboren in Los Angeles en ging naar de Immaculate Heart High School, een katholieke meisjesschool in Los Angeles. Ze werd vaak gepest omdat ze zo dun was, een 'lelijk eendje'. Later heeft ze gezegd dat dit een erg moeilijke periode voor haar was en dat ze een verstoord zelfbeeld had. 
In 1991 wilde Banks beginnen op de Loyola Marymount University toen het Elite Model-modellenbureau haar aan haar eerste modellenbaan hielp. Hiervoor was ze al meer dan eens afgewezen door modellenbureaus. Banks zegt zelf dat ze, toen ze naar Parijs werd gestuurd, niet verwachtte een internationaal bekend model te worden. Ze wilde vooral geld verdienen voor de universiteit.
Van de universiteit kwam vrij weinig terecht aangezien ze snel bekend werd. Iemand die daar minder blij mee was was Naomi Campbell, die onder andere probeerde Banks te 'bannen' van de runways van Chanel. De twee kunnen inmiddels weer bij elkaar in de buurt komen, na een gesprek in The Tyra Banks Show in 2005.
Tyra Banks was de eerste Afro-Amerikaanse die op de covers stond van de Gentlemen's Quarterly, de Sports Illustrated-badpakkeneditie en de Victoria's Secret-catalogus, maar ze is het meest bekend om haar runway-werk voor Victoria's Secret. In 1997 won ze de prestigieuze Michael Award voor Supermodel van het jaar.
Banks heeft geposeerd in alle steden, alle magazines, reclames en op alle billboards. Noemenswaardig modelwerk deed ze voor CoverGirl, Swatch, Pepsi, Nike, Tommy Hilfiger, Victoria's Secret, Ralph Lauren, McDonald's en Dolce & Gabbana. Ze heeft onder andere op de covers van Vogue, Elle, ELLEgirl, L'Officiel en Sports Illustrated gestaan.
Zeker in het begin van haar carrière moest Tyra Banks velen ervan overtuigen dat ze niet te dik was. Ze kwam op in het anorexia-look tijdperk, waarover ze zelf zegt: „I was proactive [...] I told my agency to call Victoria's Secret, and I told them to call Sports Illustrated [...] I said my body is changing, and seamstresses are calling me grosso in Italian, and I know what the hell that means. And I'm not about to starve.“
Ook laat ze zich fel uit tegen plastische chirurgie en over het gerucht dat zij haar borsten zou hebben laten vergroten: „I am totally against plastic surgery. A lot of people think I have breast implants because I have the biggest boobs in the business. But I was a 34C when I was 17… They stay up when I wear a push-up bra. But if people could see me when I come home and take off my bra, how could they think these are fake?.“
Ze werkt nog steeds aan haar muziek met bekende platenproducers zoals Darkchild. Ook is ze ambassadeur van TZONE, een organisatie voor meisjes die onder negatieve sociale druk leven en ze heeft de Tyra Banks Scholarship opgericht die Afro-Amerikaanse meisjes de kans geeft naar haar school, de Immaculate Heart High School, te gaan.

### Televisie
Banks televisiecarrière begon in het vierde seizoen van the Fresh Prince of Bel-Air en Felicity. In 2003 werd Banks de presentatrice, hoofd-jurylid en uitvoerend producent van de UPN-show America's Next Top Model. Vanaf het drieëntwintigste seizoen, welke in Amerika werd uitgezonden vanaf 12 december 2016, is Banks enkel nog uitvoerend producent van het programma.
Vanaf september 2005 tot mei 2010 presenteerde ze de talkshow the Tyra Banks Show. Het praatprogramma mengt verhalen over alledaagse mensen met interviews van beroemdheden, en wordt veel vergeleken met de vroege afleveringen van the Oprah Winfrey Show. Onder de slagzin Iedere vrouw heeft een verhaal (Every woman has a story) laat Banks ook veel zien uit haar eigen kinder- en puberteit. Sinds 2017 is Banks al presentatrice te zien van het televisie programma America's Got Talent.

### Muziek
Banks is te zien in Michael Jacksons Black or White-video in een scène waar Glen Chin in haar verandert, en in de video Too Funky van George Michael, samen met collega Linda Evangelista. In 2005 nam ze haar eerste hitsingle op, Shake Ya Body. In de videoclip van deze single speelden kandidaten mee van haar programma America's Next Topmodel. Ook heeft ze een single gemaakt met NBA-ster Kobe Bryant "K.O.B.E" en heeft ze een single/soundtrack gemaakt voor Disney video Life Size.

### Film
Banks heeft een aantal kleine rolletjes in films gehad. Haar eerste rol was in het spraakmakende drama Higher Learning. Ook speelt ze samen met Lindsay Lohan in de Disney-film Life-Size. Ze had een bijrol in Love Stinks (1999) en een zeer kleine rol in Coyote Ugly (2000), Hannah Montana The Movie (2009).

### Persoonlijk leven
Banks heeft relaties gehad met regisseur John Singleton, basketballer Chris Webber en Seal (die later trouwde met Heidi Klum). Banks zegt zelf dat ze liever een normale man heeft om de media-aandacht te ontwijken. In januari 2016 verwelkomden Banks en haar vriend Erik Asla, via een draagmoeder, hun eerste kind, een zoon.

## Trivia
- In de vroege jaren zestig werd de term "topmodel" gebruikt voor beroemde en goedbetaalde modellen. Dit was voor de term supermodel in het leven werd geroepen. Volgens Banks zijn supermodellen goedbetaalde, beroemde modellen en topmodellen degenen die, hoewel ontdekt en bekend in de modewereld, geen carrière buiten hun vak hebben gemaakt. Janice Dickinson (die beweert dat ze de term supermodel heeft bedacht) vertelde in The Tyra Banks Show dat Banks een van de laatste is van "the great supermodels".

- Biblioteca Nacional de España: XX1163585
- Bibliothèque nationale de France: cb14152644p (data)
- Gemeinsame Normdatei: 140717455
- International Standard Name Identifier: 0000 0001 1496 8790
- Library of Congress Control Number: no95037078
- Nationale Bibliotheek van Letland: 000341785
- MusicBrainz: 9fe02a7c-a907-467b-b055-9d122bae3cef
- Virtual International Authority File: 107714326
- WorldCat: E39PBJth3pW9rFCBP6QtFrFh73